# SoftBank 108SH
かんたん携帯 108SH（かんたんけいたい イチゼロハチ エスエイチ）は、シャープが開発し、ソフトバンクモバイルが販売するW-CDMA通信方式の携帯電話端末である。

## 特徴
かんたん携帯と称した初心者やシニア向けのフィーチャーフォンシリーズの1機種。特にシニアの使い勝手を考慮した機能が多数搭載されている。
- 表面積の大きなキーや大きな文字を使った表示
- 約1.28インチで常時表示が可能なメモリ液晶を採用した大型サブディスプレイ
- 2つの内蔵マイクの協調動作によって周囲の雑音を検出・カットする「ノイズキャンセラ」、音量を自動調整する「音声強調」、自分の声が受話部から聞こえる現象を抑制する「エコーキャンセラ」の3つを組み合わせた「トリプルくっきりトーク」
- 通話音量をボリュームアップする「でか受話音」
- ゆっくりした声で聞こえる「スロートーク」
- 端末の開閉時に家族や友人宛のメールを1日に1回自動送信する「元気だよメール」
- 持ち主がメールを読むと送信者に開封通知が自動で送信される機能
- スライドスイッチ式防犯ブザー
- 地震情報や避難情報をメールで通知する「緊急速報メール」